# Hyeong
Pour plus de détails, voir Fiche technique et Distribution.
Hyeong (형, littéralement « grand frère ») est un film sud-coréen réalisé par Kwon Soo-kyung, sorti en 2016.

## Synopsis
Doo-sik est libéré de prison et retrouve son frère, Doo-young, jeune judoka prometteur.

## Fiche technique
- Titre : Hyeong
- Titre original : 형
- Titre anglais : My Annoying Brother
- Réalisation : Kwon Soo-kyung
- Scénario : Yoo Young-a
- Musique : Park In-young
- Photographie : Ki Se-hoon
- Montage : Shin Min-kyung
- Production : Choi Sun-hee et Lee Yong-nam
- Société de production : Good Choice Cut Pictures
- Société de distribution : CJ Entertainment (Corée du Sud)
- Pays :  Corée du Sud
- Genre : Comédie dramatique
- Durée : 110 minutes
- Dates de sortie : 
  -  Corée du Sud : 23 novembre 2016

## Distribution
- Jo Jeong-seok : Go Doo-shik
  - Jeon Ha-neul : Doo-shik jeune
- Doh Kyung-soo : Go Doo-young
  - Jung Ji-hoon : Doo-young jeune
- Park Shin-hye : Lee Soo-hyun
- Kim Kang-hyun : Dae-chang
- Lim Chul-hyung : Jong Neon-nam

## Box-office
Le film a rapporté 20,6 millions de dollars au box-office.